# Bajo Belgrano (tango)
 Bajo Belgrano es un tango cuya letra es de Francisco García Jiménez en tanto que la música pertenece a Anselmo Aieta que fuera estrenado en 1926 y grabado ese mismo año por Carlos Gardel para el sello Odeon. El nombre es el de un barrio no oficial de Buenos Aires en el que había studs de caballos de carrera y la letra alude a esta última actividad.

## Los autores
Francisco García Jiménez ( Buenos Aires, Argentina, 22 de septiembre de 1899 – misma ciudad 5 de marzo de 1983 ) fue un poeta, letrista y comediógrafo que tuvo una extensa carrera en Argentina. ya en la década de 1910 algunas de sus poesías aparecieron en varias publicaciones, entre ellas la revista Mundo Argentino. Su primera obra teatral, escrita en colaboración con José de la Vega, se tituló La Décima Musa y se estrenó en 1918 en el Teatro Variedades y en los años siguientes produjo una treintena de obras de teatro y cuentos y ensayos de su autoría se difundieron en El Hogar, La Prensa, La Nación, Mundo Argentino y otras publicaciones.

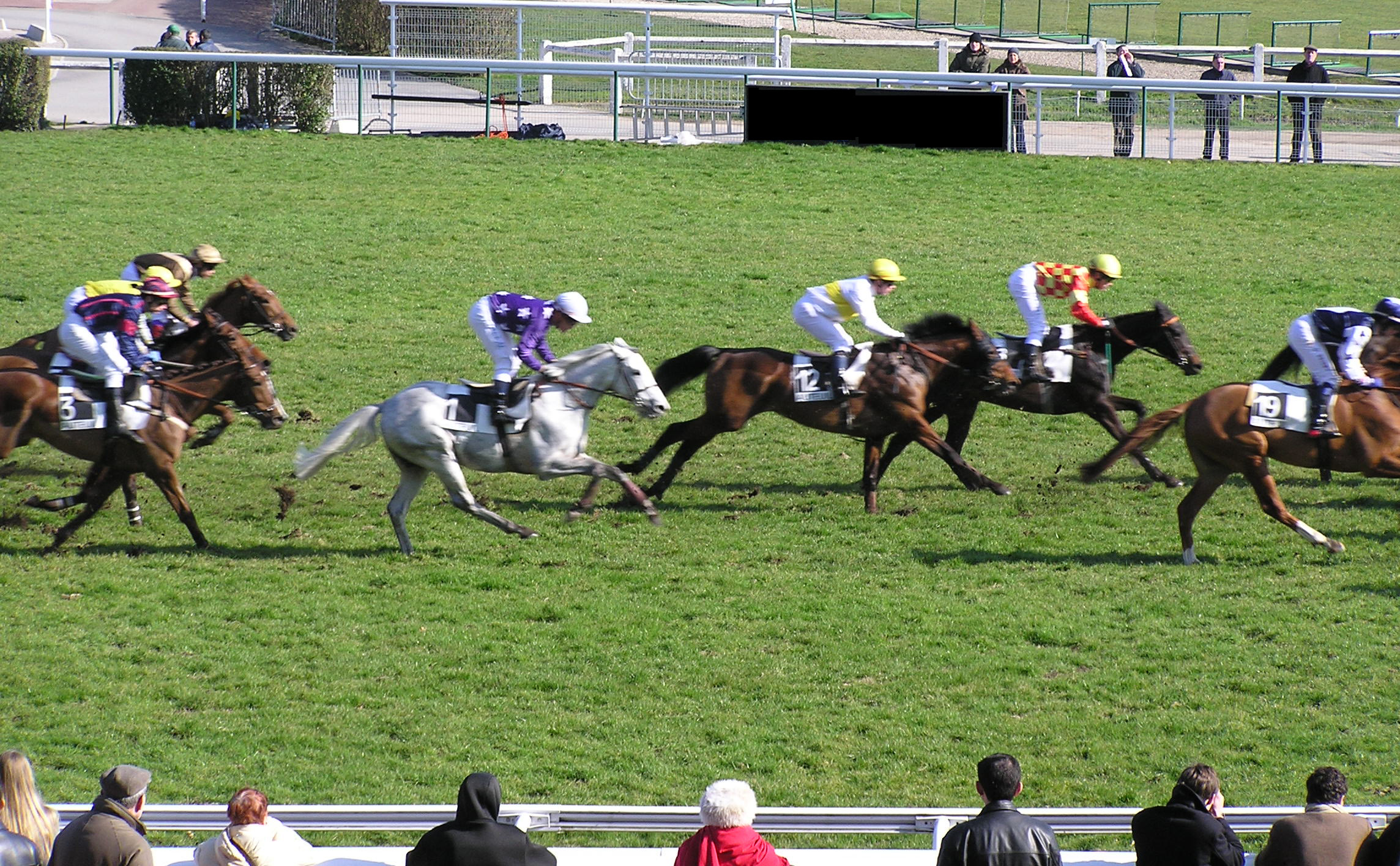
Carrera de caballos

Entre sus libros se cuentan Así nacieron los tangos, Carlos Gardel y su época , Estampas de tango, Memorias y fantasmas de Buenos Aires, El Tango y Vida de Carlos Gardel. Para el cine colaboró en varios guiones vinculados al tango. Su faceta más destacada fue la composición de letras de tango, que comenzó en 1921 con Zorro gris, que musicalizó Rafael Tuegols, y continuó con a lo largo de los años hasta llegar a tener más de 140 registradas en SADAIC. Algunas de sus letras fueron Allá en el cielo,  Bailongo de los domingos , Siga el corso, Barrio pobre, Carnaval, Farolito de papel, El Huérfano, Lo que fuiste, Lunes, Malvón, Mariposita , La Mentirosa, Palomita blanca, Príncipe, Rosicler, Tus besos fueron míos, La última cita, La Violetera, ¡Viva la Patria! y Ya estamos iguales a las que pusieron música compositores del talento de Elvino Vardaro, Rafael Tuegols, Ricardo Tanturi, José Luis Padula, Miguel Padula y Luis Minervini.
Anselmo Aieta (San Telmo, Buenos Aires, 5 de noviembre de 1896 – 25 de septiembre de 1964) fue un bandoneonista y compositor de tango argentino.
Integró diversas orquestas y llegó a dirigir su propio conjunto. Con el poeta Francisco García Jiménez compuso sus mayores éxitos. Fue uno de los compositores favoritos de Carlos Gardel, quien grabó dieciséis de sus composiciones. Algunas de sus obras fueron El huérfano (1921), Príncipe (1922), La mentirosa (1923), Suerte loca (1925), Siga el corso y Tus besos fueron míos (1926), Carnaval y La chiflada (1927), Entre sueños, Alma en pena y Yo me quiero disfrazar (1928), Prisionero, Palomita blanca, Chau ingrata, Tras cartón, Tan grande y tan sonso y Qué fenómeno, (1929), Primero campaneala y Bajo tierra (1930), Ya estamos iguales (1934), Mariposita (1940), Color de barro (1941), Estampa tanguera y Escolazo (1950).

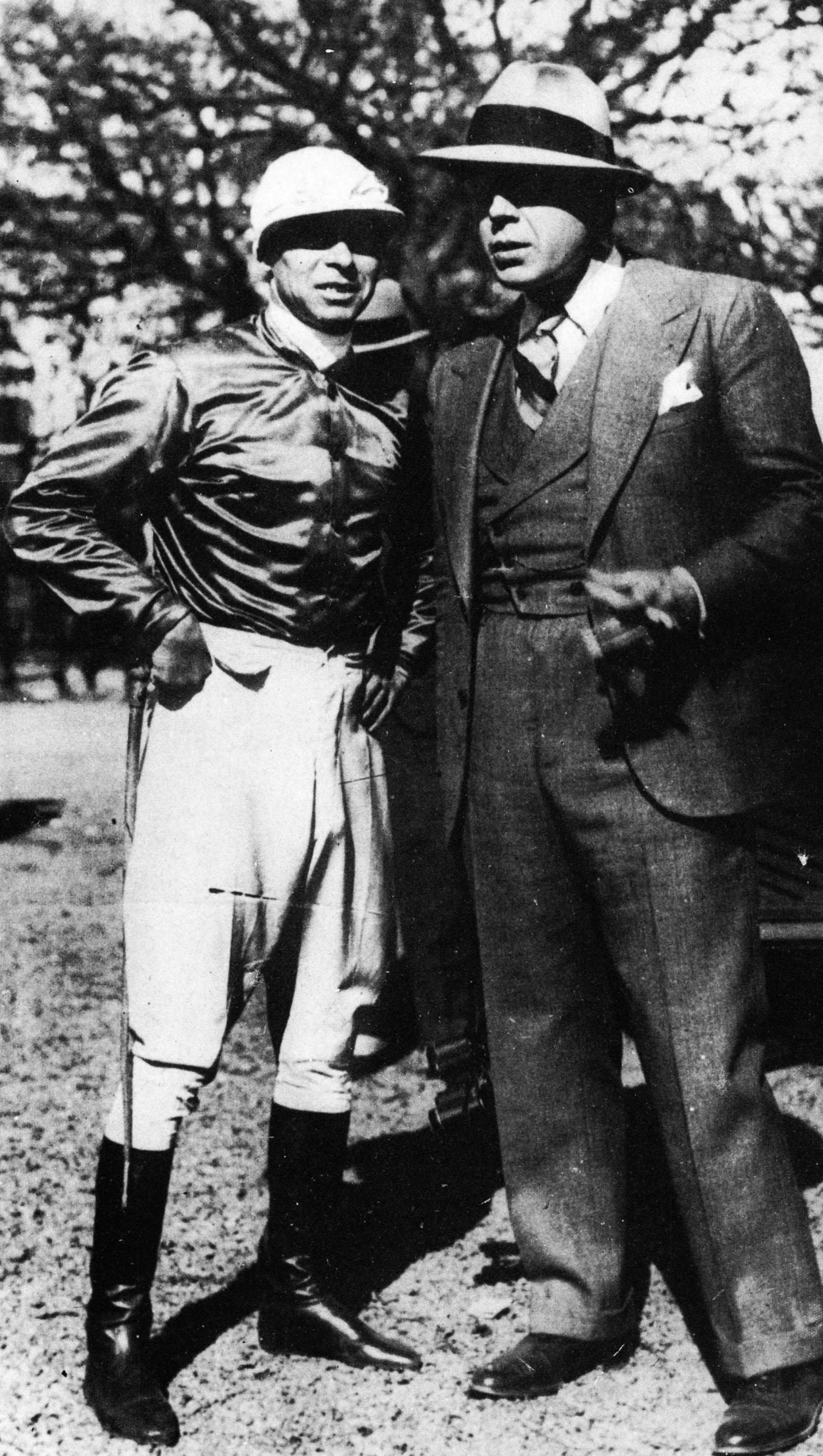
Irineo Leguisamo junto a Carlos Gardel en el Hipódromo de Palermo de Buenos Aires

## El barrio de Bajo Belgrano
El Bajo Belgrano, actualmente también denominado Belgrano Chico es una parte del barrio de Belgrano de la ciudad de Buenos Aires, que se extiende bajando desde las Barrancas de Belgrano desde las vías del Ferrocarril Bartolomé Mitre hasta el Río de la Plata y desde donde termina el barrio de Palermo (continuación de la calle Zabala, Av. Valentín Alsina, Avenida Figueroa Alcorta, La Pampa altura 500, bajando hasta el Río de la Plata) hasta el límite con el barrio de Núñez (Av. Congreso, Av. Udaondo).
La zona baja del barrio de Belgrano era originalmente un área pantanosa, cubierta de juncos, que se inundaba con las crecidas del Río de la Plata. En la segunda mitad del siglo XIX la construcción del ferrocarril modifica la geografía de la zona,  desaparecieron los juncos de la costa de Palermo y surgieron los primeros asentamientos, habitados en gran parte por «junqueros», esto es personas cuando crecía el río recolectaban los juncos, que eran utilizados por los quinteros para atar verduras. También fueron siendo construidos studs para la crianza de caballos aprovechando la cercanía con el Hipódromo de Palermo, que se había fundado en 1876 y con el Bosque de Palermo, lugar este último donde se practicaba equitación.

## El tango y el turf
El turf llegó a las letras de tango desde los comienzos del tango-canción y en ellas aparece el mundo del hipódromo, de los studs, de los caballos de carrera, las expectativas, los desencantos desde los más variados ángulos.  Los burros son motivo de las más inspiradas metáforas del género: el paralelo con las mujeres de Por una cabeza, el contraste de la fiesta y la realidad en Lunes, la imagen del descenso económico en Uno y uno de Lorenzo Traverso y Julio Pollero. Hay tangos que hablan de los caballos y otros –como N.P. (no placé), Polvorín o Bajo Belgrano, que hablan con el caballo. Y si algo faltara para completar la amalgama, allí esta la conocida afición de Carlos Gardel por las carreras de caballos y los varios tangos que grabara sobre el tema.

## La letra
Nadie tiene un vínculo más directo con el caballo que el eslabón más modesto del engranaje del turf: el peón que diariamente lo cuida, lo pasea, lo entra, lo acompaña en el box. En Bajo Belgrano lo reflejan así: ”¡Cuanta esperanza, la que se nos viene,/ la del peoncito que le habla al crack:/ -Sacame ‘e pobre, pingo querido/ no te me manques pa’l Nacional…!”.
El tango obtuvo el tercer premio en el primero de los concursos organizados por Max Glucksmann.

## Grabaciones
Entre las grabaciones de este tango, se encuentran:
- Carlos Gardel con acompañamiento de guitarras, para Odeon, diciembre de 1926 y febrero de 1927.
- Alfredo de Ángelis con la voz de Julio Martel para Odeon en enero de 1949.
- Jorge Vidal con guitarras y contrabajo para e sello Pampa en junio de 1959.